# Andrei Shchekachev
Andrei Shchekachev (en rus: Андрей Щекачёв) és un jugador d'escacs rus que té el títol de Gran Mestre des de 1996, i actualment juga representant la Federació francesa.

## Resultats destacats en competició
El juny de 2023, va guanyar el Campionat de França Obert de Ràpides amb una puntuació de 8,5/9, per davant del subcampió Serhí Fedortxuk.
El juliol de 2023, va empatar al segon lloc al 96è Paris IdF Masters 2023, conjuntament amb Harshavardhan GB, Karthik Venkataraman i Aarav Dengla.
Va ser un dels tres Grans Mestres que va jugar contra Alireza Firouzja en el seu polèmic torneig "Cursa cap al candidats", els altres van ser Alexandre Dgebuadze i Serhí Fedortxuk.